# Носач, Виктор Иванович
Ви́ктор Ива́нович Носа́ч (8 декабря 1929, село Фёдоровка Нововодолажского района Харьковской области — 7 мая 2011, Санкт-Петербург) — советский и российский историк, доктор исторических наук, профессор, член Академии гуманитарных наук, заслуженный деятель науки Российской Федерации.
Известен как летописец истории рабочего класса и профсоюзов России, заложил основы науки профсоюзов. Работал в Ленинградской Высшей профсоюзной школе культуры, Санкт-Петербургском гуманитарном университете профсоюзов.

## Биография
Виктор Иванович Носач родился в Украине, с 1946 по 1952 год служил на Черноморском флоте в Одессе. В 1958 году окончил Ленинградскую высшую школу профдвижения, а в 1959 году — исторический факультет Харьковского Государственного Университета.
В 1964 году защитил кандидатскую диссертацию "Профсоюзы Петрограда в период социалистической революции и гражданской войны, октябрь 1917—1920 гг. ", в 1975 году — докторскую диссертацию «Рабочие Петрограда в годы гражданской войны, 1918—1920 гг.». Автор более 25 монографий и книг, свыше 300 научных статей, посвящённых истории рабочего класса, профессионального движения России и культурно-просветительной работы профсоюзов.
Более 50-ти лет преподавал в Гуманитарном Университете Профсоюзов, преемнике Высшей Профсоюзной школы культуры. Награждён орденами Дружбы народов, Почёта, медалями За доблестный труд в годы Великой Отечественной войны 1941—1945 гг., За Трудовую Доблесть и другими.
Скончался 7 мая 2011 года в Санкт-Петербурге в результате автокатастрофы. Похоронен на Волковском кладбище Санкт-Петербурга.

## Публикации
- Носач В. Профессиональные союзы России 1905-1930. — Санкт-Петербург: СПбГУП, 2001. — 397 с. — ISBN 5-7621-0231-9.

- Носач В. Профсоюзные лидеры. Через тюрьмы и ссылки. — Санкт-Петербург: Нестор, 2005. — 318 с. — 1000 экз. — ISBN 978-5-303-00217-3.

- Носач В., Зверева Н. Расстрельные 30-е годы и профсоюзы. — Санкт-Петербург: СПбГУП, 2007. — 528 с. — 2000 экз. — ISBN 5-7621-0303-X.

- Носач В., Зверева Н. Сталинизм и разгром авангарда профсоюзов. — М.: АТИСО, 2008. — 746 с. — 750 экз. — ISBN 978-5-93441-190-0.

- Носач В,, Дербин В. Помнить их поимённо. — Санкт-Петербург: Нестор, 2008. — С. 272. — ISBN 978-5-303-00329-3.

- Носач В. Профсоюзы Санкт-Петербурга - Петрограда - Ленинграда, 1905-1930. — Санкт-Петербург: Нестор, 2009. — 311 с. — 1000 экз. — ISBN 978-5-303-00370-5.

- Носач В. Профсоюзы Ленинграда - Санкт-Петербурга, 1931-2005. — Санкт-Петербург: Нестор, 2009. — 463 с. — 1000 экз. — ISBN 978-5-303-00353-8.